# Parco nazionale della valle del Valbona
Il Parco nazionale della valle del Valbona (in albanese Parku kombëtar Lugina e Valbonës) è un parco nazionale dell'Albania situato nella parte settentrionale del paese circa 30 km a nordovest della cittadina di Bajram Curri.
Il territorio è compreso nell'area dei monti Prokletije e il parco comprende la parte superiore del corso del fiume Valbona e la sua vallata. Una porzione del parco è compreso nel sito antiche faggete primordiali dei Carpazi e di altre regioni d'Europa dichiarato patrimonio dell'umanità dell'UNESCO nel 2007.

## Flora
Il parco è caratterizzato da un ambiente e dalla vegetazione tipica dell'alta montagna, vi si trovano boschi di pini, abeti e faggi e anche castagni, endemico del luogo anche l'abete rosso.

## Fauna
Nel parco si trovano orsi, lupi, linci, camosci e caprioli, vi si possono trovare galli cedroni e aquile.
Nelle acque del fiume Valbona vivono diverse lontre.